# Чортківський замок
Чортківський замок — фортифікаційна споруда в місті Чорткові (Тернопільська область, Україна). Служив резиденцією відомих польських родів — Гольських і магнатів Потоцьких. Входить до складу Національного заповідника «Замки Тернопілля». На плані — п'ятикутник (пентагон).

## Розташування
Знаходиться на території місцевості «Вигнанка», не на горі, як більшість укріплень, а під «горою» Вигнанкою на лівому березі Серету.

## Історія

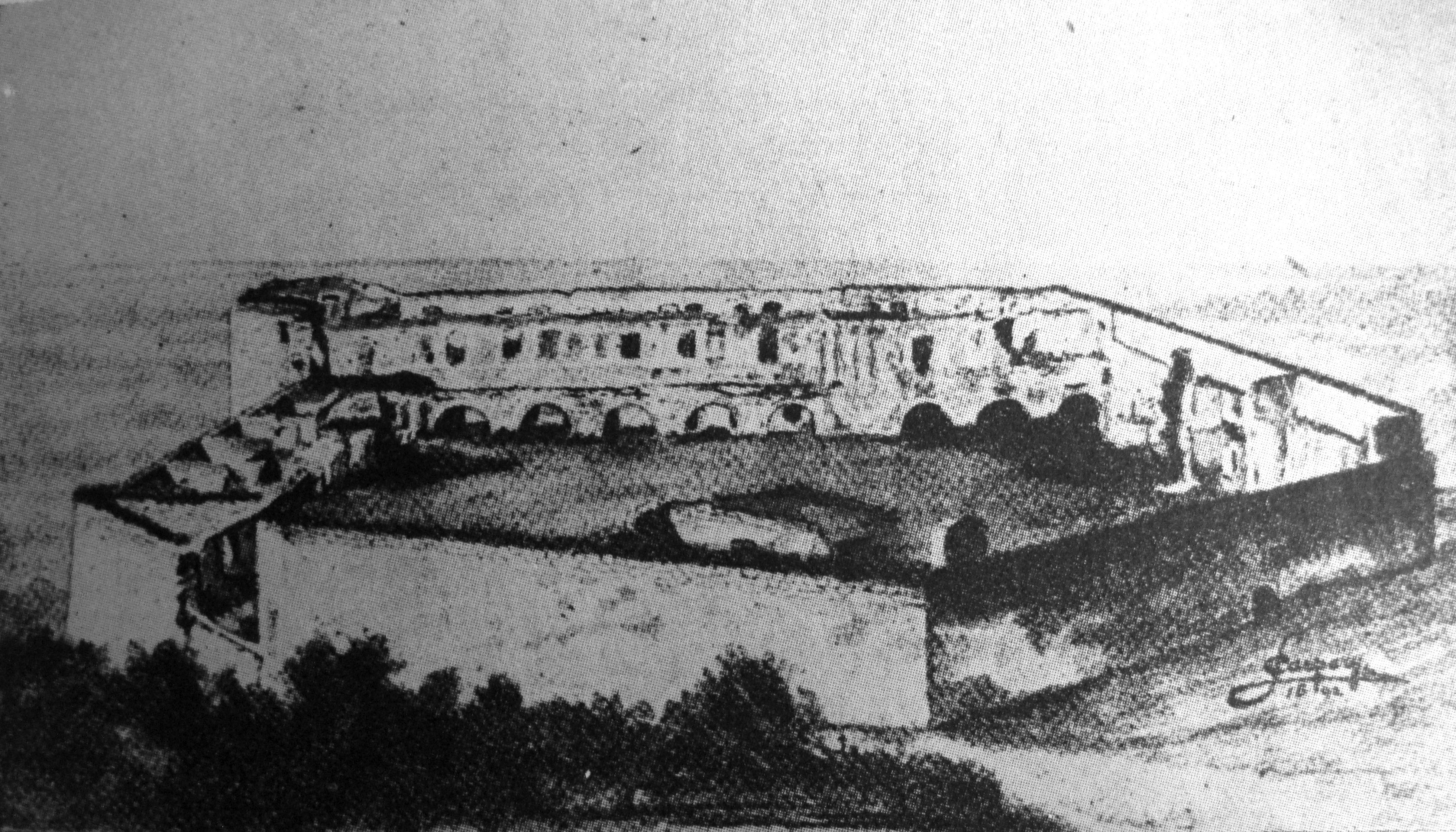
Чортківський замок, 1939

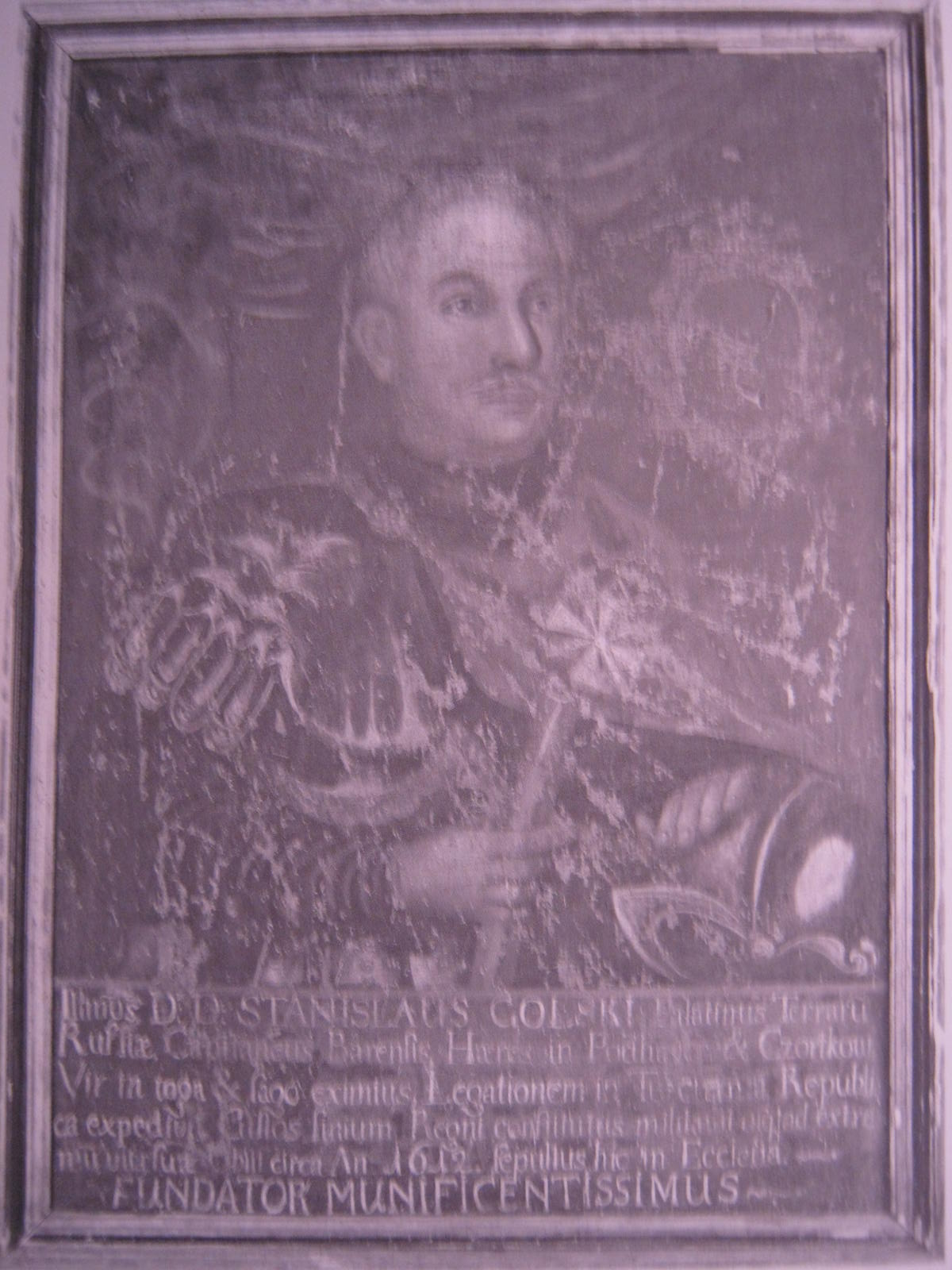
Станіслав Ґольський

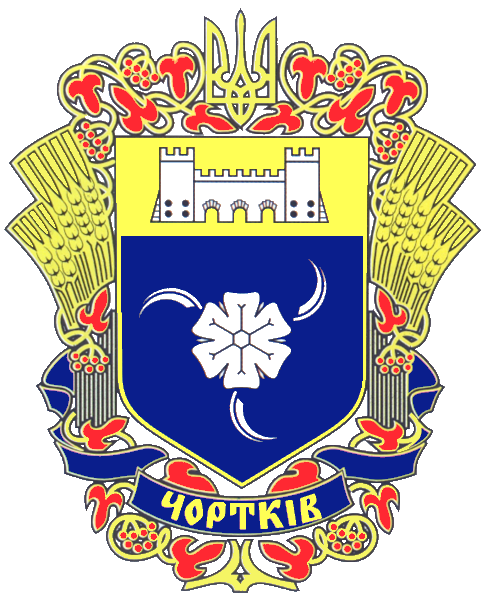
Герб Чорткова

Дерев'яні укріплення міста й замку  були зведені наприкінці XIV століття першим власником міста Єжи Чартковським. У 1522 р. Чорткову надано магдебурзьке право. У 1578 році місто разом з замком переходить у власність подільського воєводи Яна Сенявського. Після переходу міста, у 1597 році, до шляхтича Станіслава Ґольського на пагорбі над річкою Серет розпочинається перебудова давніших укріплень на замок, мурований з масивних блоків пісковику.
1610 р. коштом дідича Станіслава Ґольського проведено реконструкцію замку. Всередині замкового двору було споруджено ренесансний палац з аркадними галереями, нові господарські прибудови. Від замку в західному напрямку йшли оборонні вали, біля їхнього кінця (поблизу залізничної станції) незадовго до 1920-х років було видно залишки за́мочка. За легендою, підземні ходи замку мали простягатися до Більча-Золотого. Через постійні напади татар ремонтні роботи у фортеці майже ніколи не припинялися.
У 1618 році вдова брата Станіслава Ґольського передала замок у володіння брацлавського воєводи Стефана Потоцького.
У 1648 р. Чортків став одним з епіцентрів Національно-визвольної війни українського народу під проводом Богдана Хмельницького. Сюди прибули три козацькі полки Максима Кривоноса. Міське ополчення очолив кушнір Северин Настільний. Замок було взято штурмом, захоплено в полон багато польських шляхтичів. Наступного 1649 р. козаки знову брали замок штурмом. 1655 року після 4-денної оборони до московсько-козацького полону потрапили захисники замку на чолі з власником Павелом Потоцьким (на 13 років потрапив до московського полону).
Протягом XVII — середини XVIII століття замок зазнавав неодноразових татарсько-турецьких руйнувань, зокрема у період османського панування в краї (1672–1683 рр.). У Чортківському замку на той час знаходилася резиденція субпаші Подільського пашалику. З 1699 р. Потоцькі поступово відбудували свій замок. Після Потоцьких замком володіла родина Садовських.
У XVIII столітті замок втратив своє оборонне значення і його було перебудовано під резиденцію. У ХІХ столітті Садовські здають замок в оренду австрійській владі, яка спочатку розмістила тут військових, потім приміщення використовувались як комори для крамарів. У 1863 році в замку була в'язниця, у якій перебували заарештовані польські повстанці.
Наприкінці ХІХ століття останній власник замку Геронім Садовський передав твердиню жіночому монастирю сестер-кармеліток, які продовжили здавати приміщення в оренду. Останній з дідичів міста Садовських Геронім призначив весь свій маєток, у тому числі замок, на доброчинність, яку провадив кляштор Сестер Милосердниць (Шариток) у Старому Чорткові, зокрема, утримання притулку літніх людей, калік, дитячу школу.
На початку 1920-х було дві вежі.
У радянський час реставрацією замку ніхто не займався і споруда почала занепадати, поступово перетворюючись в руїну. На його території діяла заправна газова станція.
У 2010 році чортківський замок увійшов до складу історико-архітектурного заповідника «Замки Тернопілля». З цього часу в замку проводяться реставраційні роботи.
У 2011-2012 роках заправку було виведено з території комплексу, почищено зовнішні стіни, закладено камінням входи до цокольного поверху палацу.
В 2020 році Чортківський замок увійшов до президентської програми «Велика реставрація». Проектом передбачено відтворення стіни палацової частини, двох веж та накриття їх автентичною іспанською черепицею.

## Опис замку
Чортківський замок практично повністю зберігся, цілими є дві вежі та значна частина фортифікаційних стін. Посприяла цьому наукова консервація замку, проведена на початку ХХ ст. Подільським туристично-краєзнавчим товариством.
Замок являє собою неправильний п'ятикутник площею приблизно 70 на 100 метрів. Товщина стін сягає до двох метрів, висота від шести до дванадцяти метрів. Центральний вхід розташований у північно-західній стіні. Палац займає західний бік замкового дитинця. Він триповерховий прямокутний на плані 65 на 10 метрів, обома торцями примикає до двох кутових веж замку. Палац зведений у ренесансному стилі, мав на дворовому фасаді аркадні галереї по двох поверхах. Зали палацу були розписані фресками на світські теми.
Наріжні вежі (початково 3), стіни з рядами бійниць для перехрестного обстрілу з усіх видів вогнепальної зброї та система запущених кількакілометрових підземних ходів утворюють мальовничий архітектурний ансамбль. Південно-західна вежа є п'ятигранна, має два яруси з підницею, північно-західна — чотиригранна, має один ярус з підвницею. Перекриття на вежах не збереглися. Під час реконструкції замку, перша половина XVIII ст., вежі були перетворені на ризаліти палацу, а по зовнішньому фасаду між ними влаштована тераса  (35х5 м) з підвальними приміщеннями під нею, що виходять аркадою на зовнішній бік. У середині замку окрім палацу було зведено ряд житлових та господарських споруд, які розташовувались впритул до замкових стін.

## Світлини

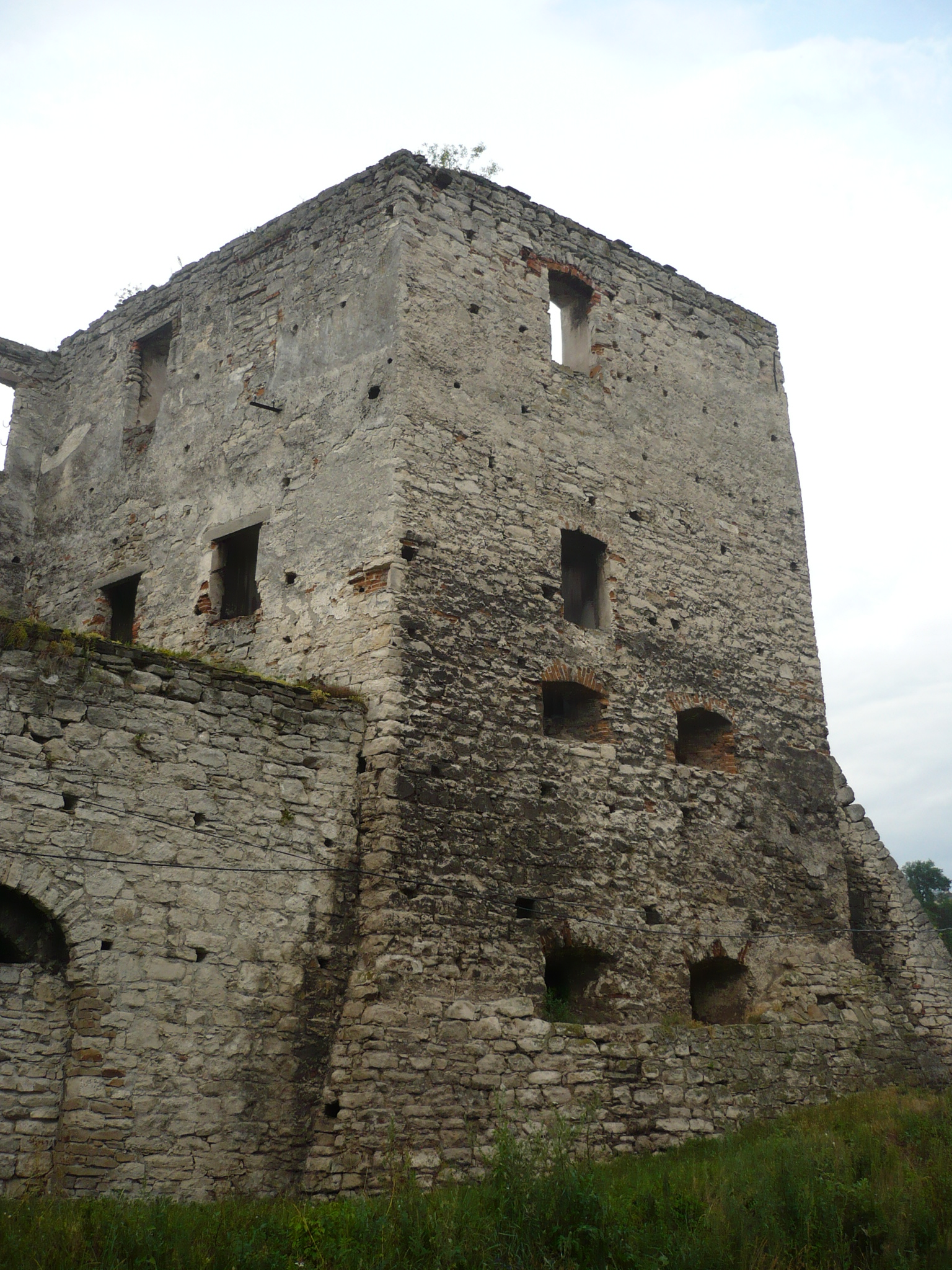
Південна вежа
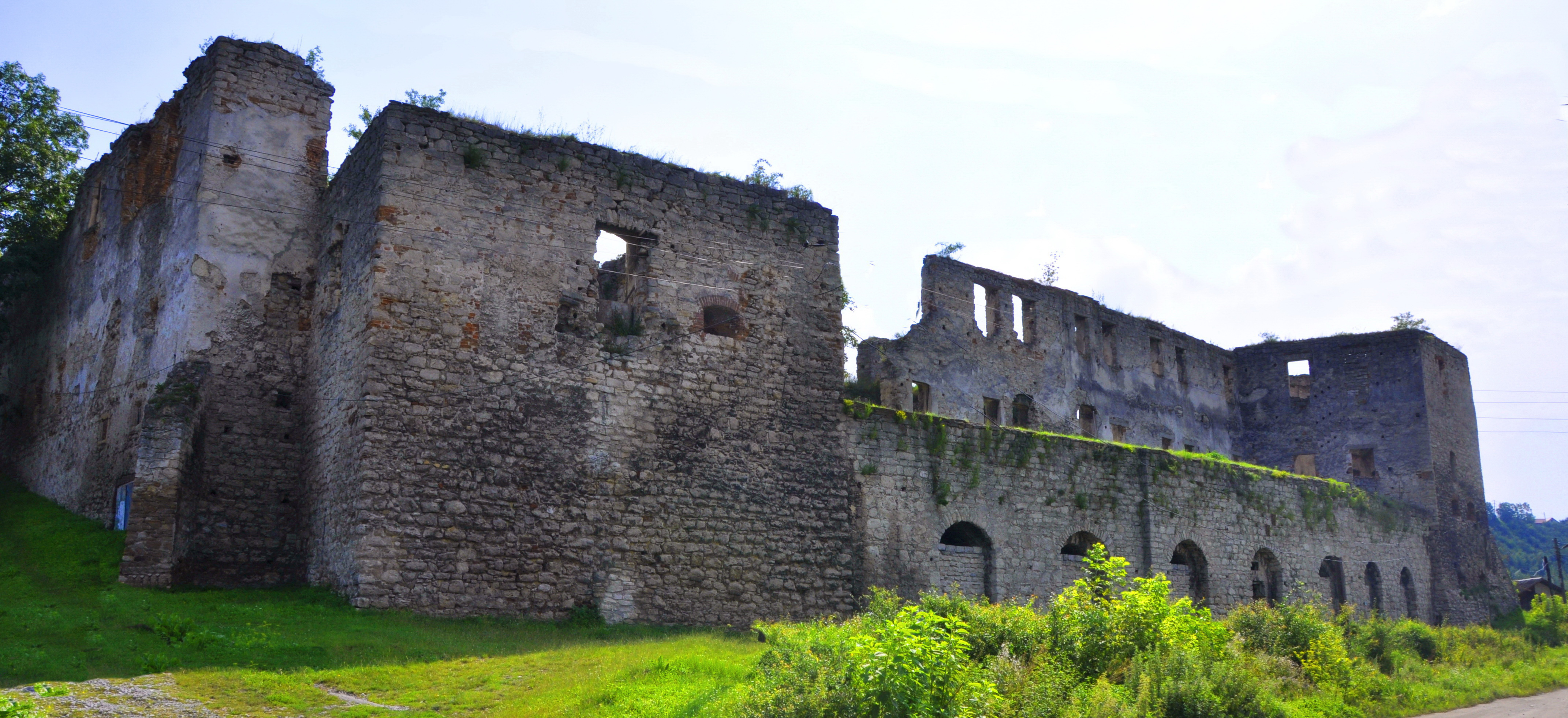
Чортківський замок
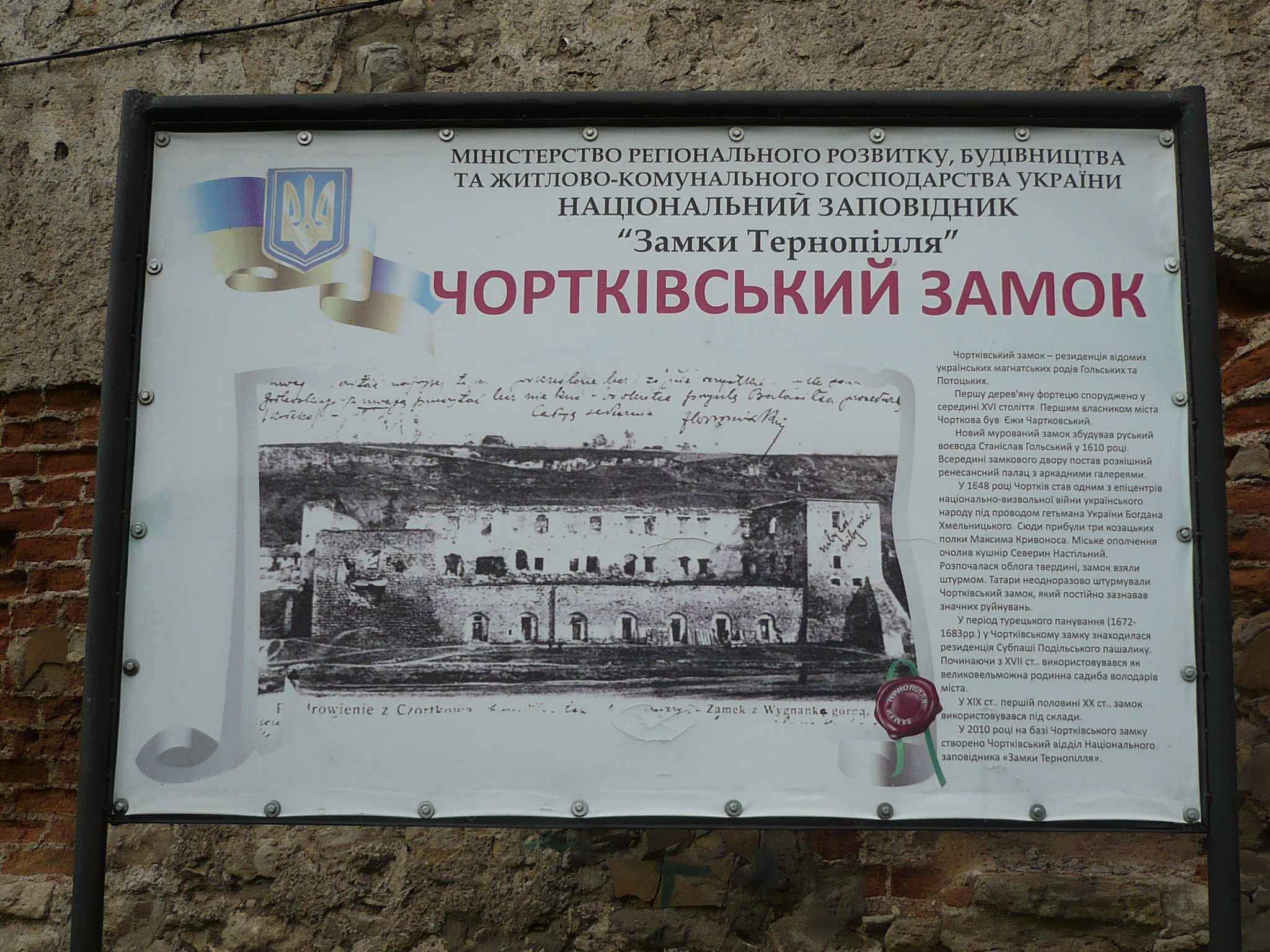
Чортківський замок
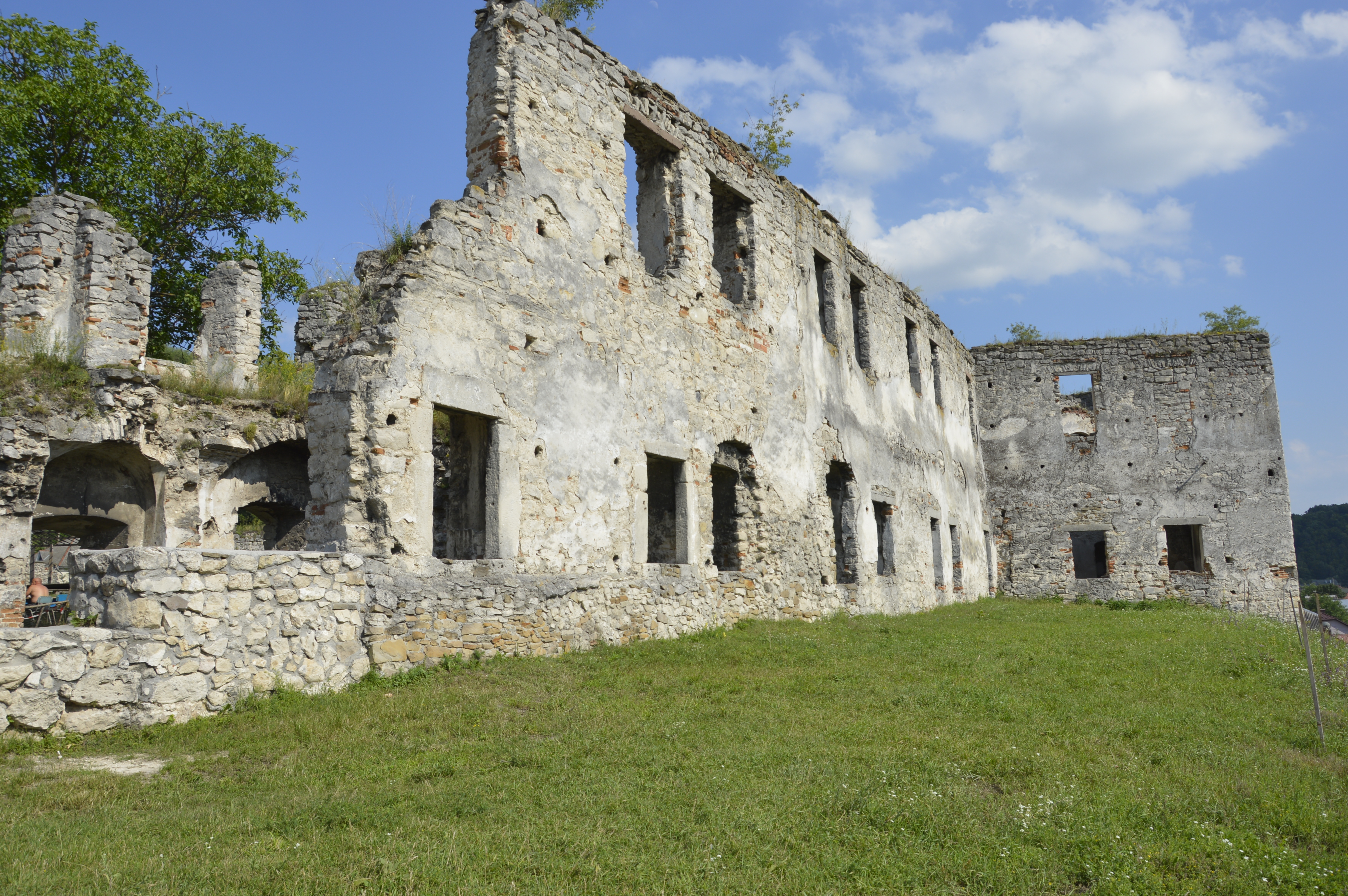
Чортківський замок
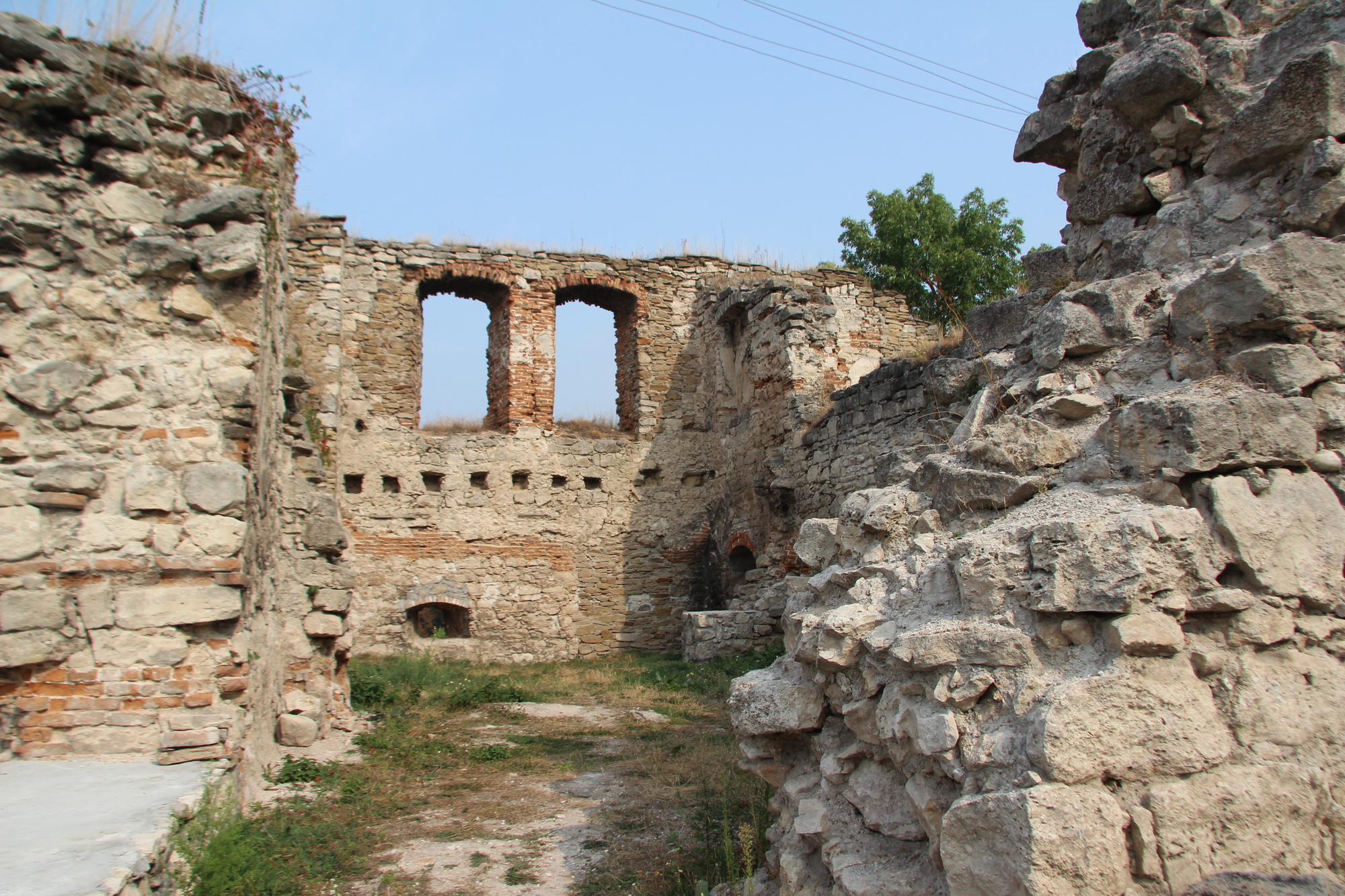
Чортківський замок
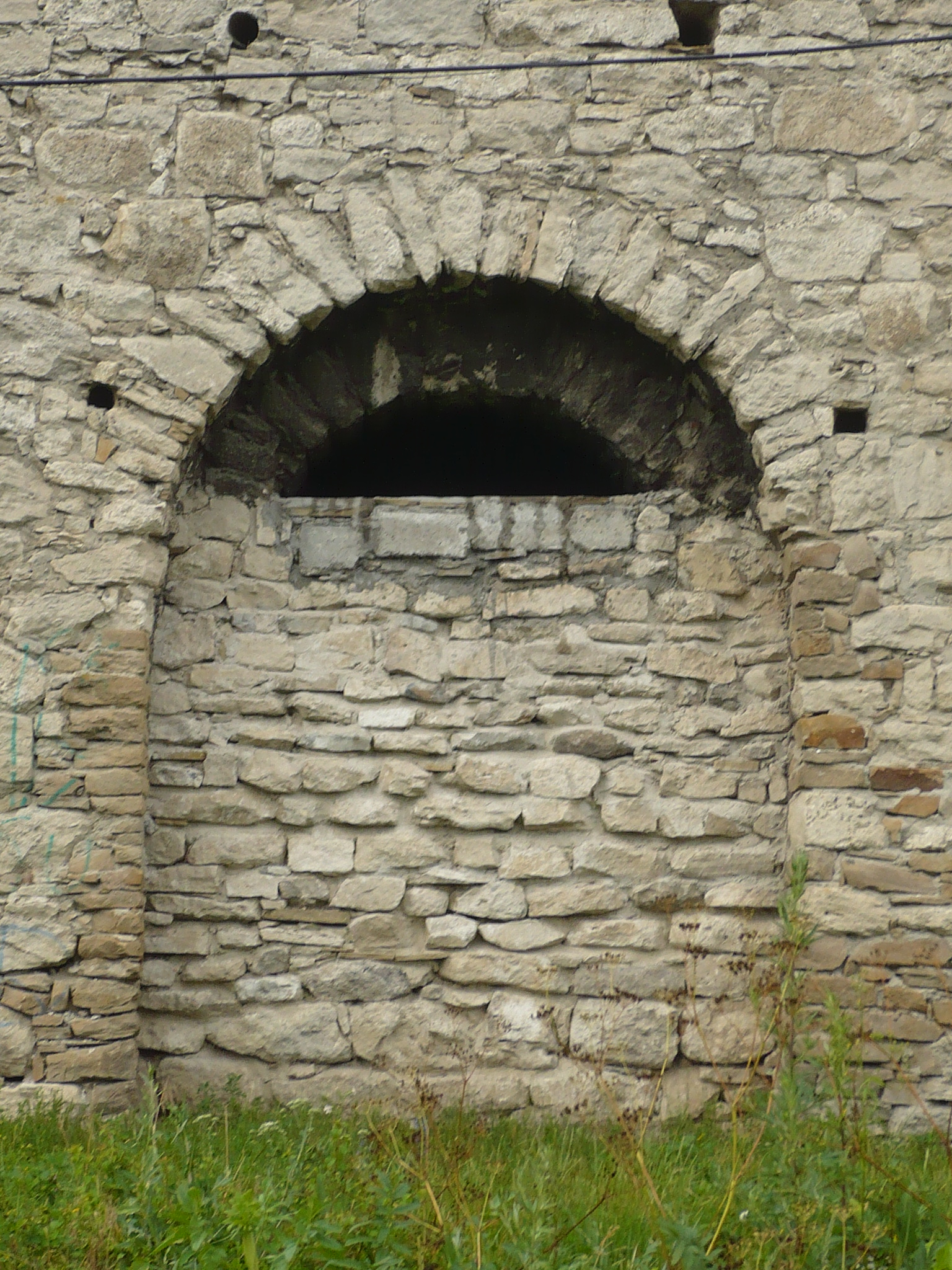
Чортківський замок
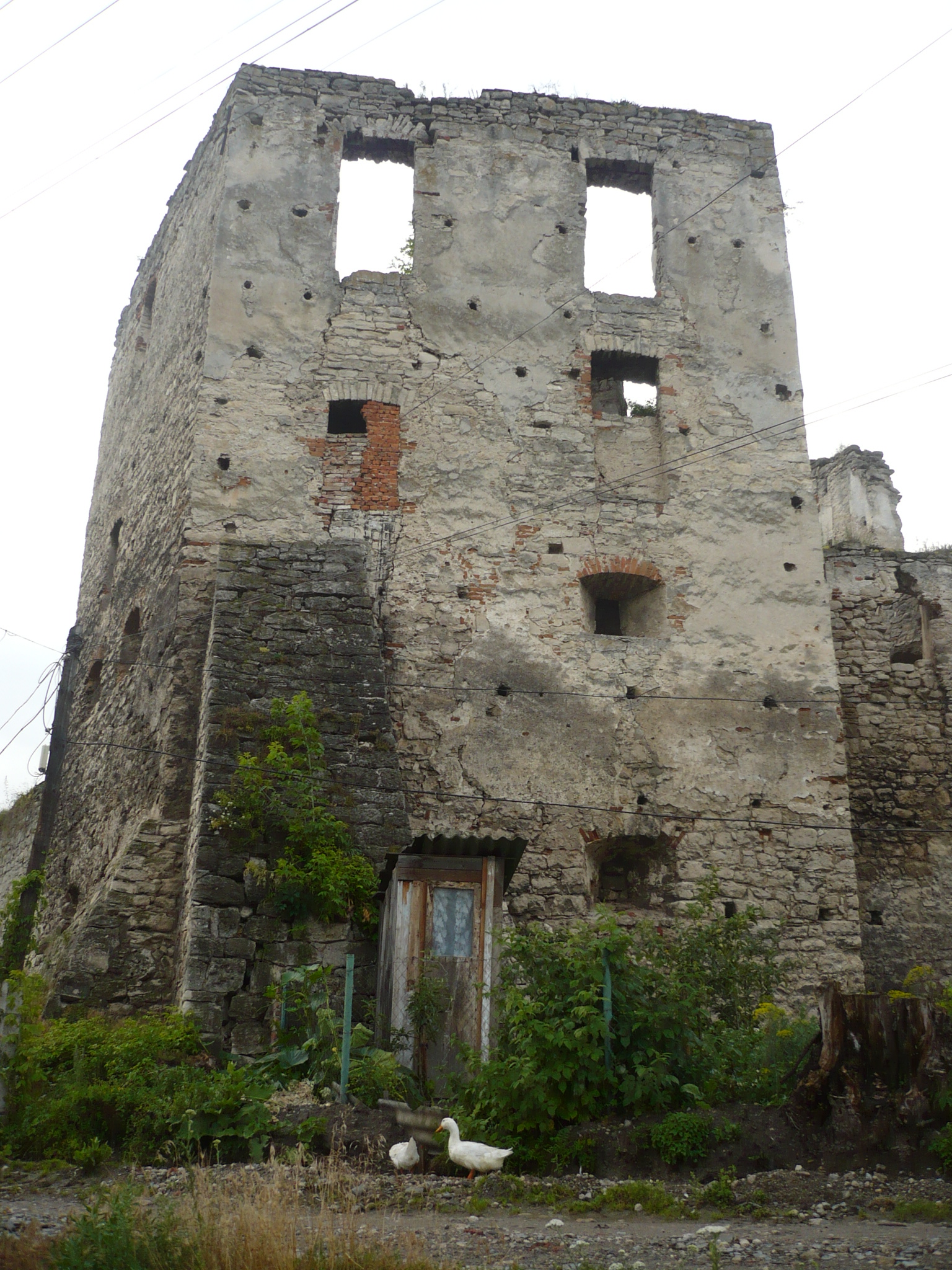
Чортківський замок
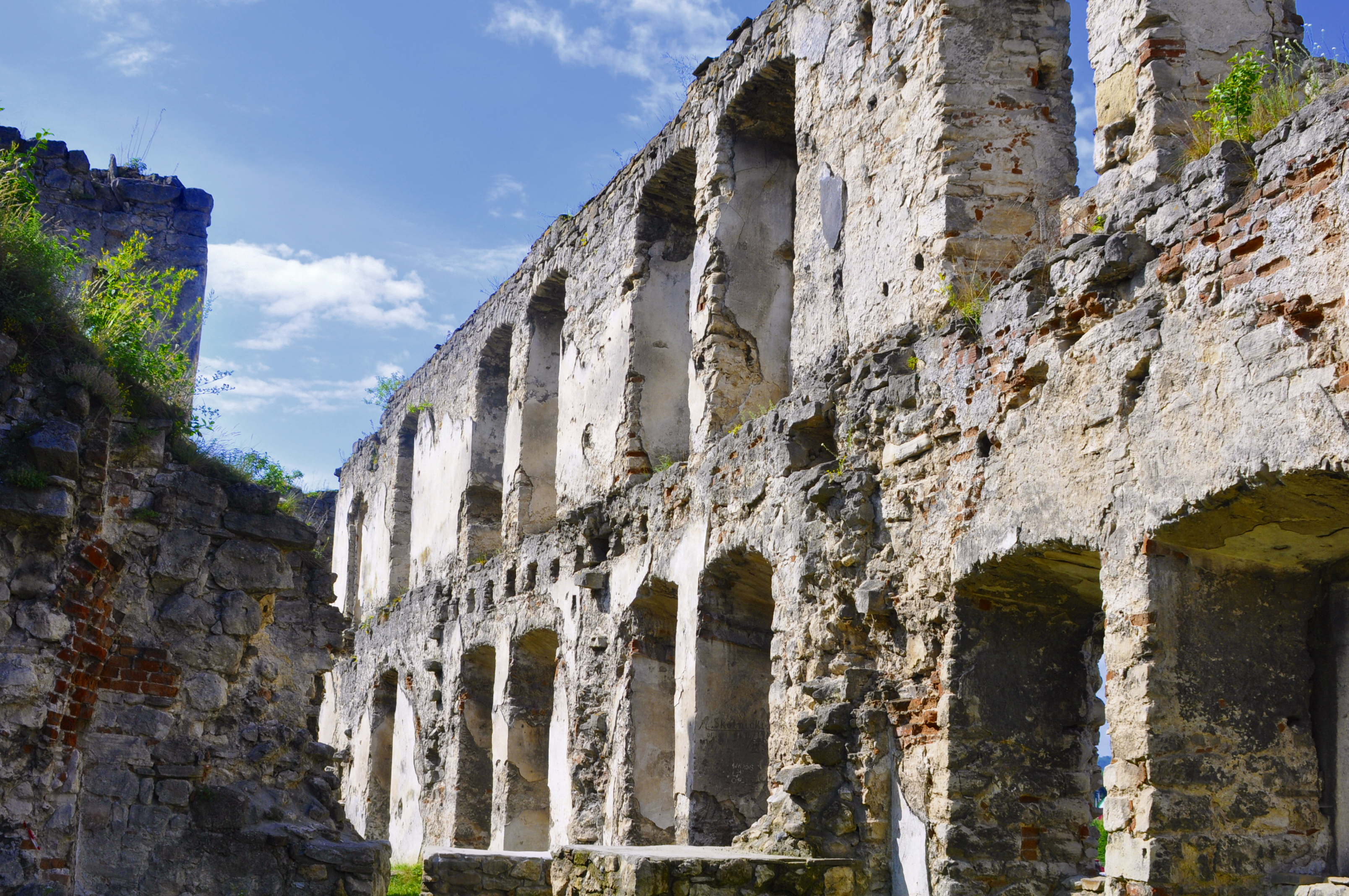
Чортківський замок
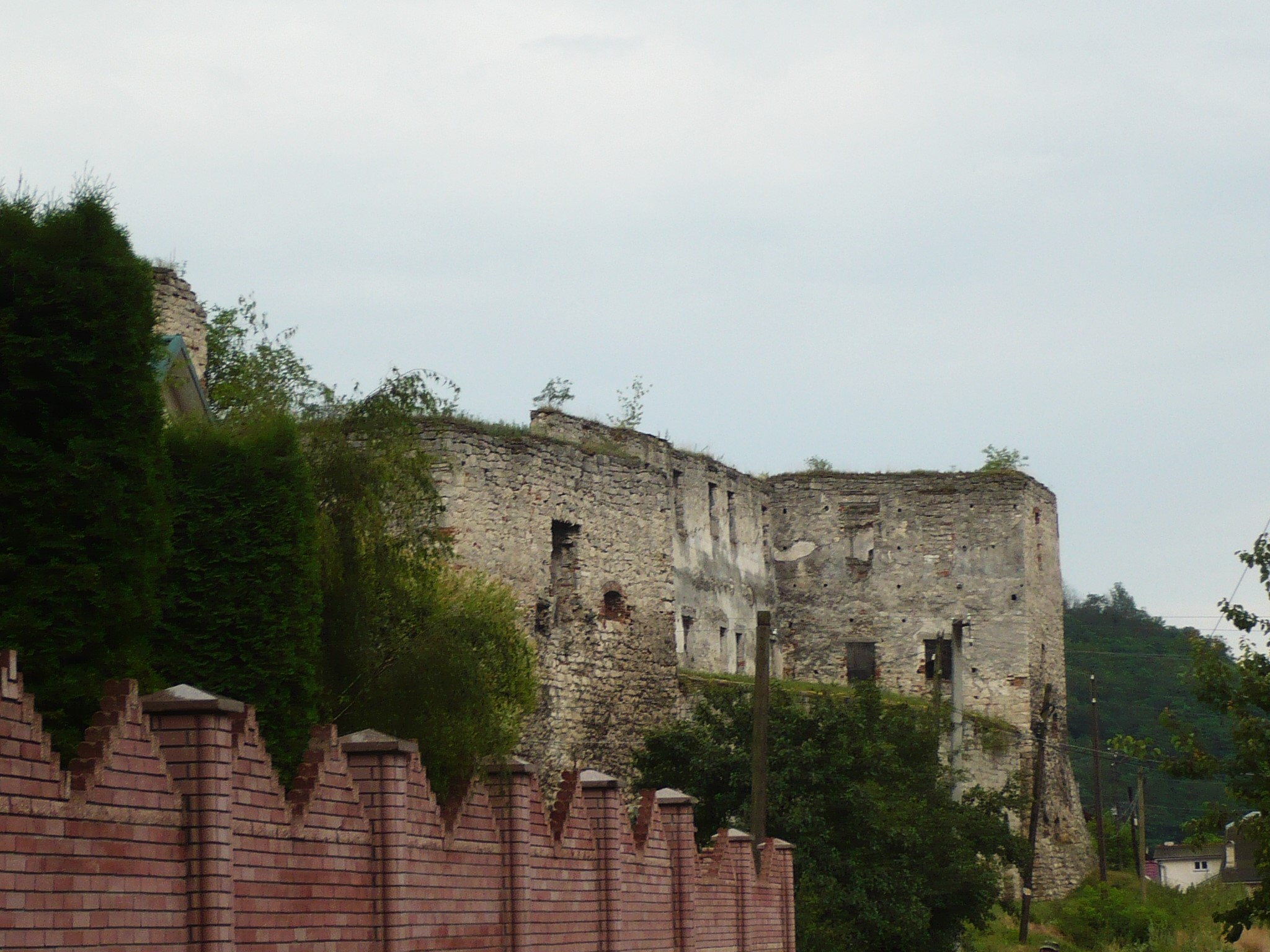
Чортківський замок
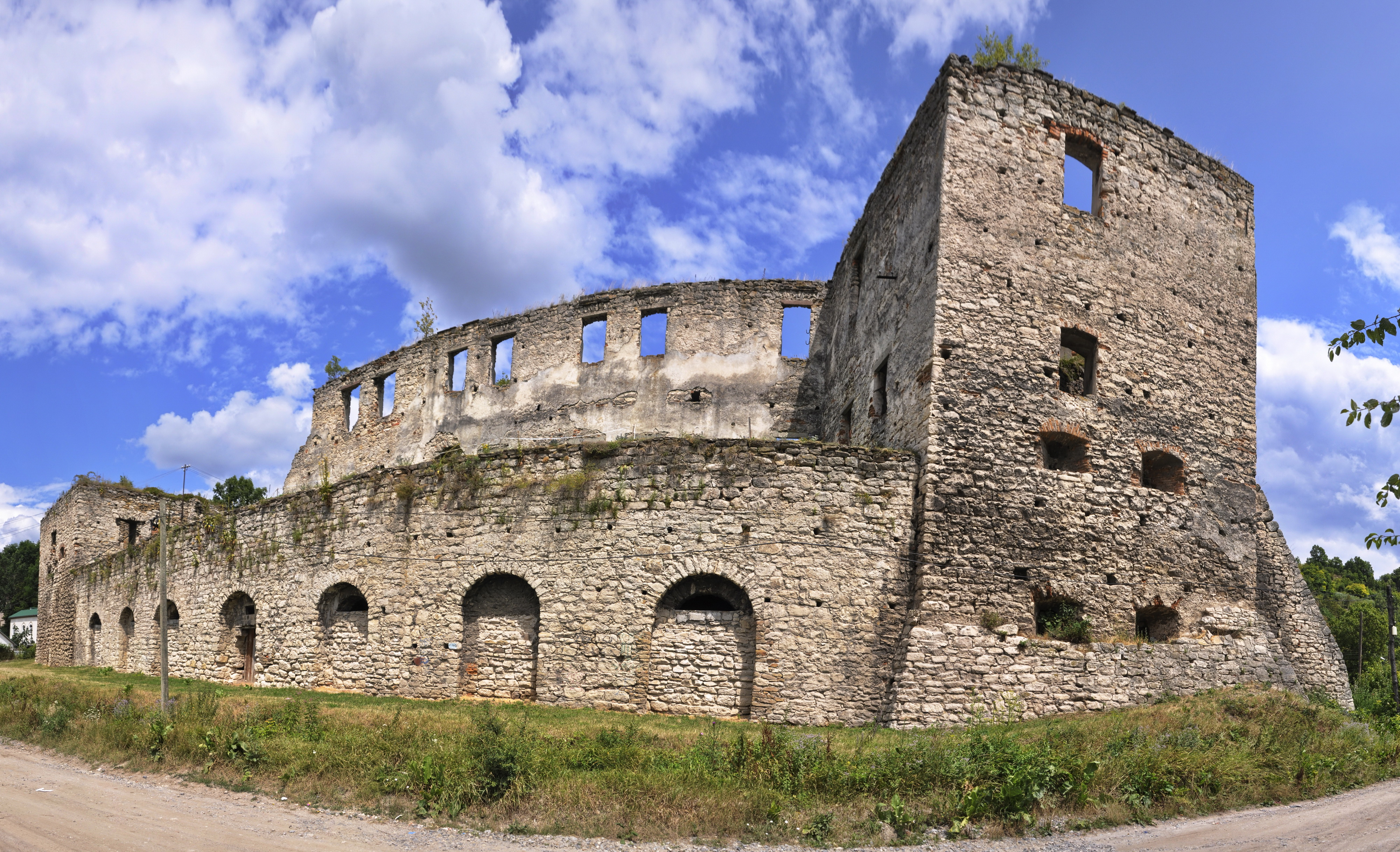
Чортківський замок
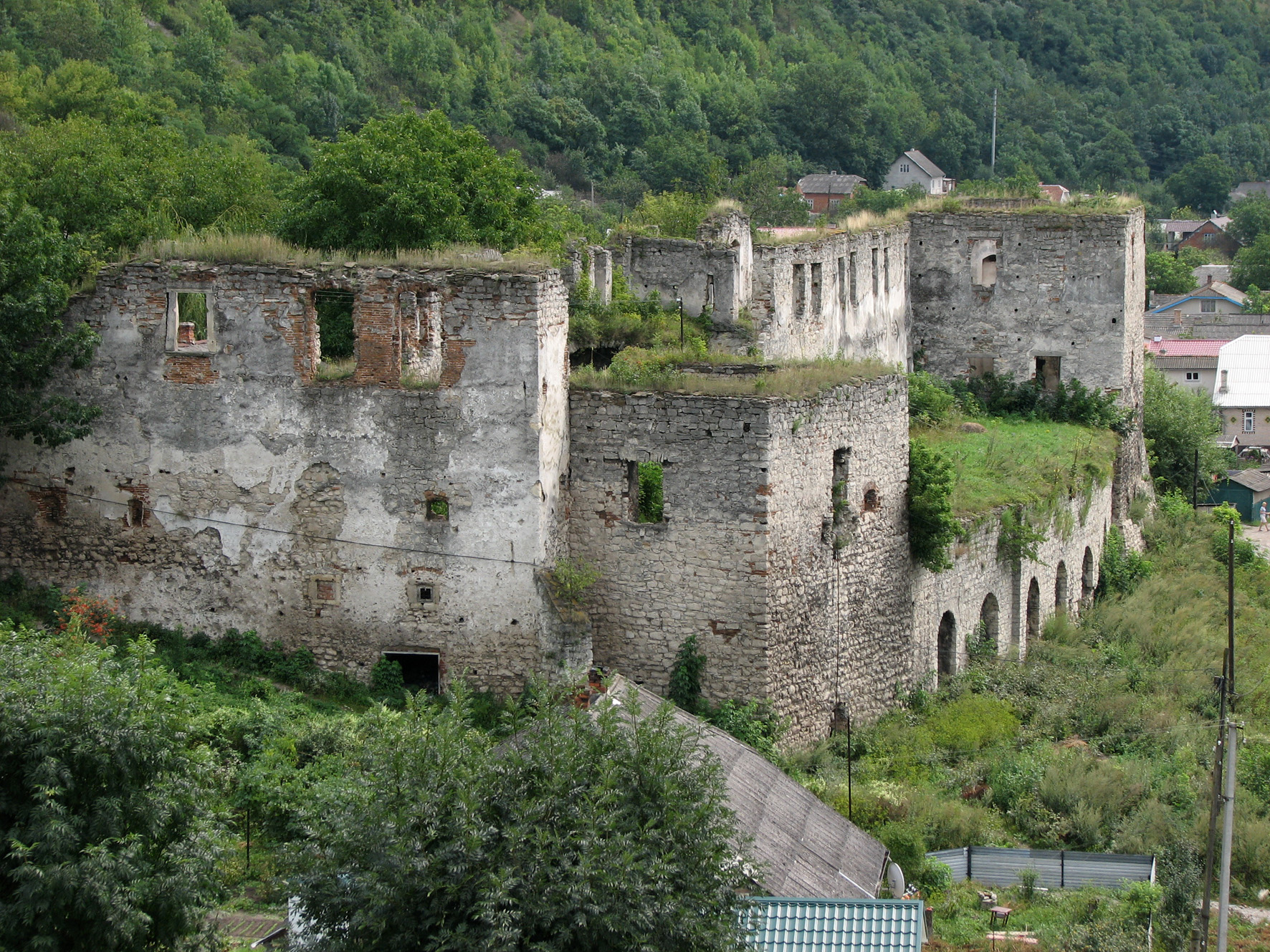
Чортківський замок
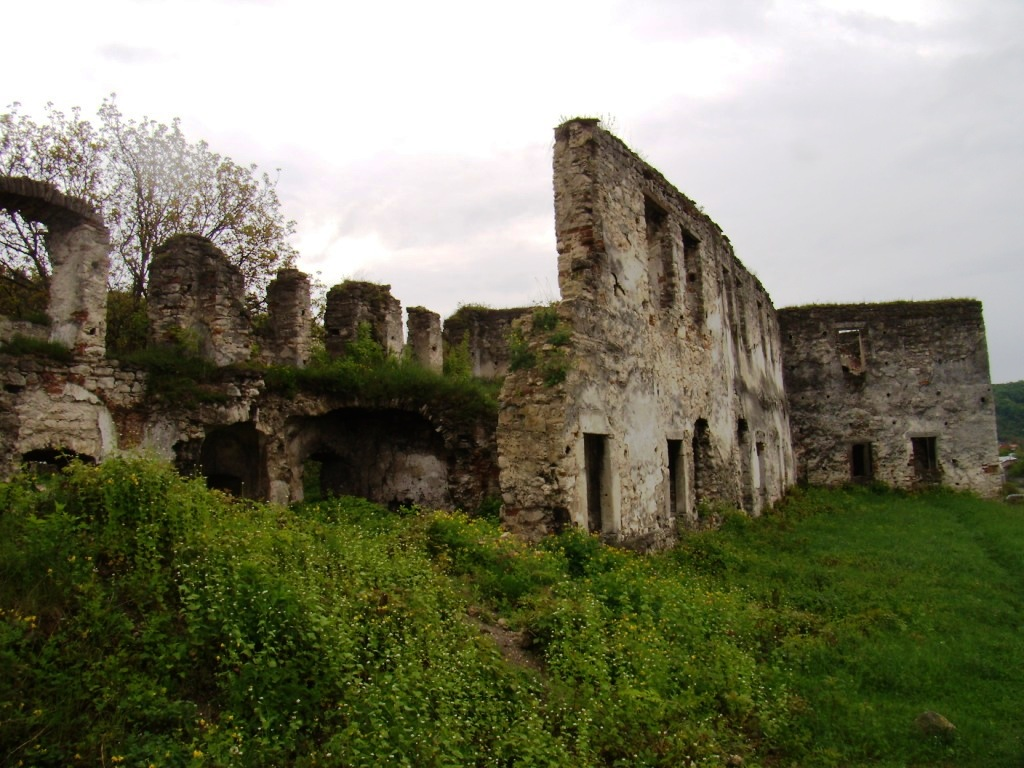
Чортківський замок
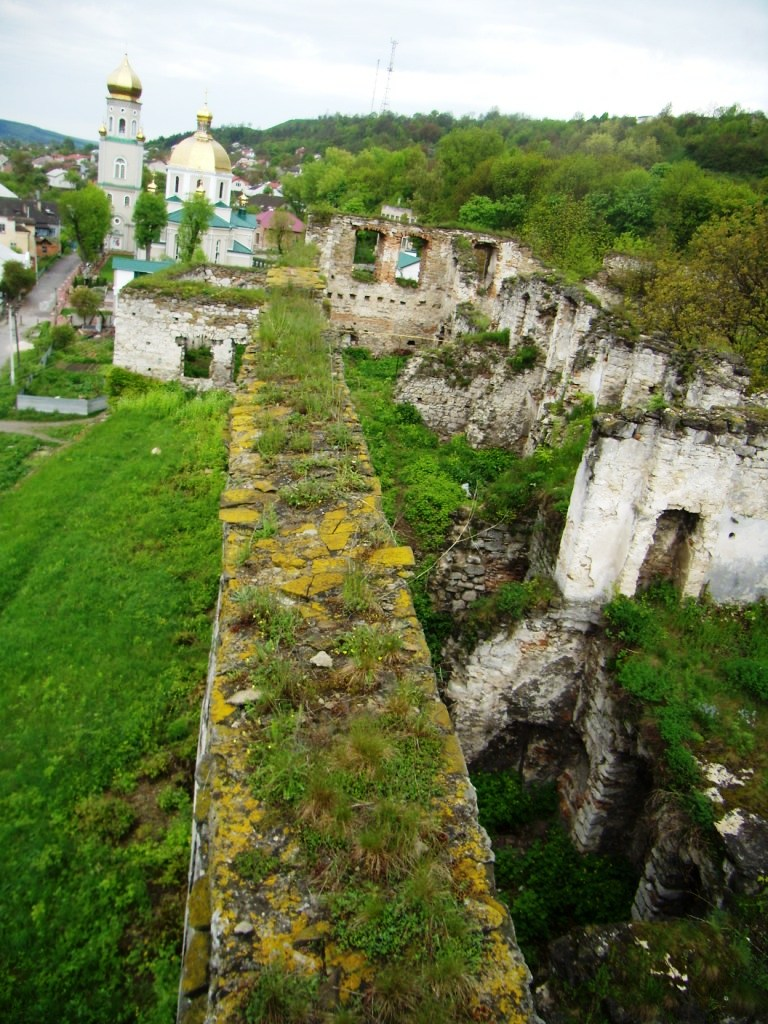
Чортківський замок
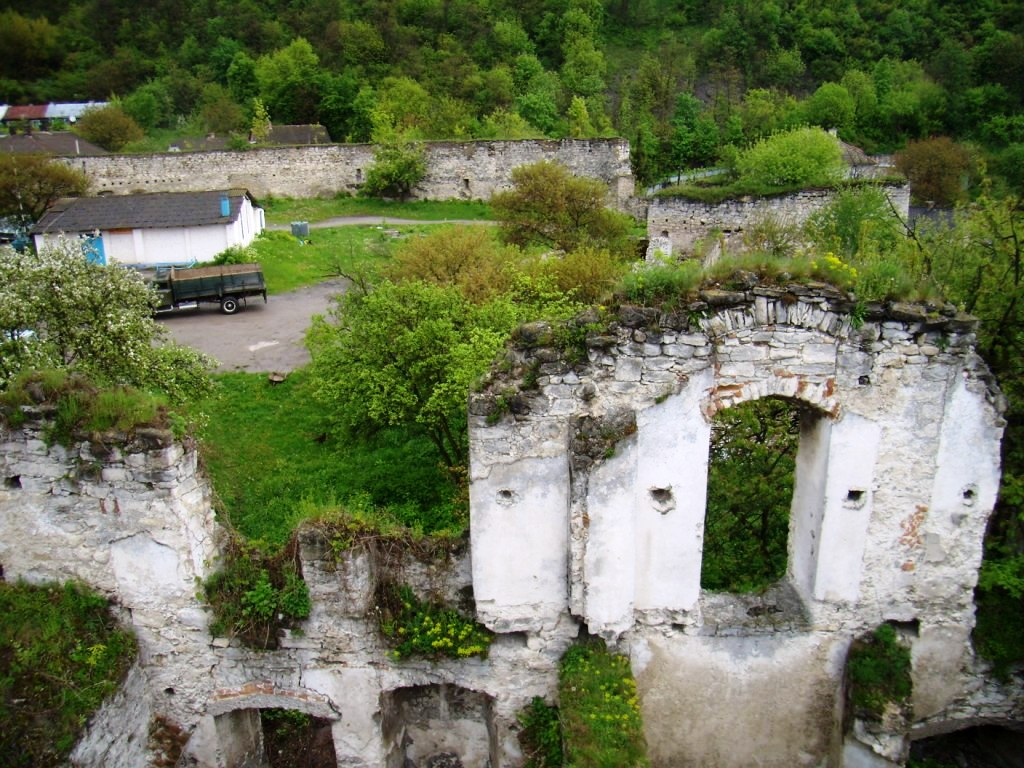
Чортківський замок. 2008
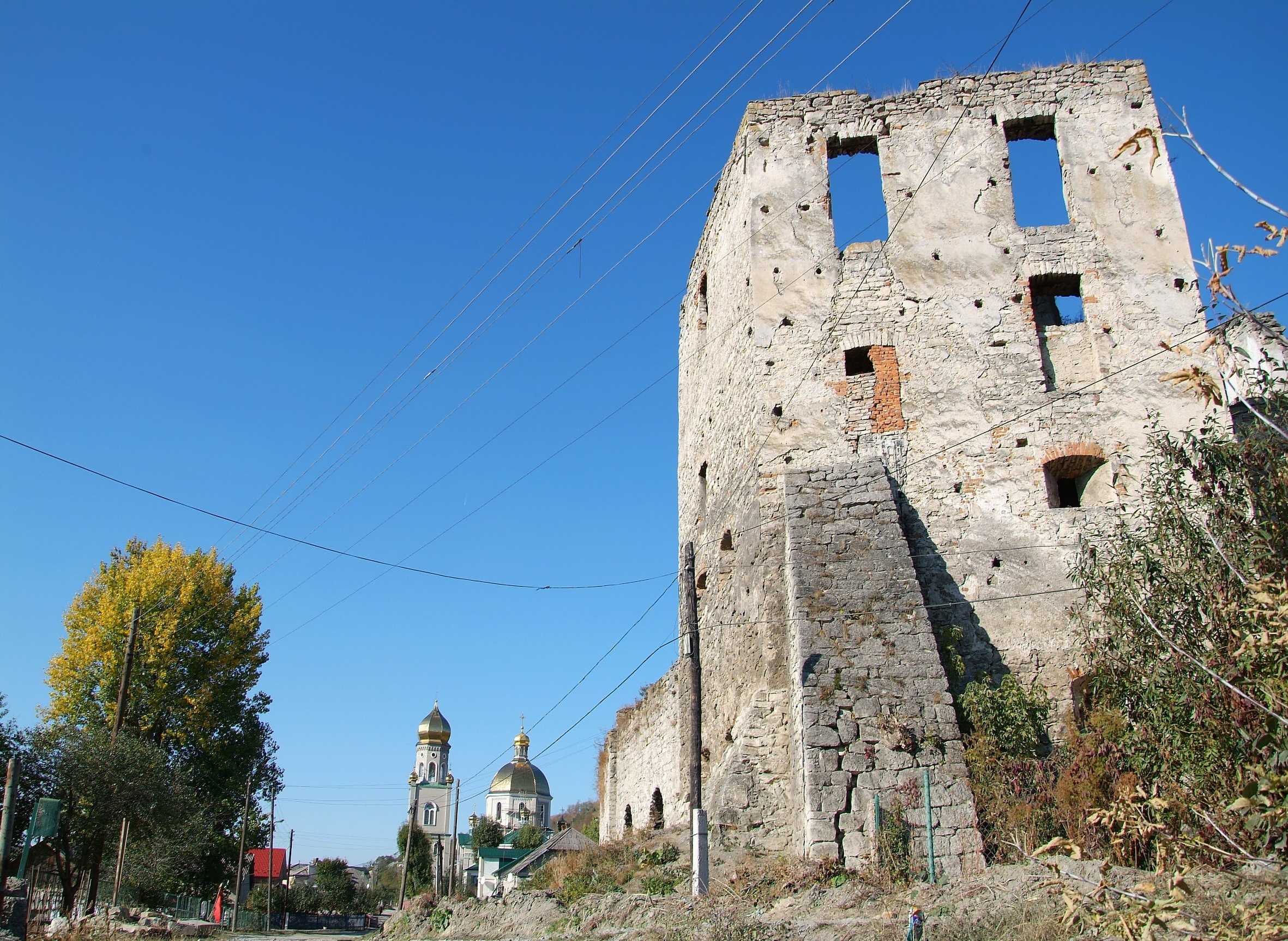
Чортківський замок. 2014